# Język sasak
Język sasak (Base Sasak) – język austronezyjski używany na indonezyjskiej wyspie Lombok. Według danych z 1989 roku posługuje się nim 2,1 mln osób.
Jest blisko spokrewniony z językami balijskim i sumbawa, tworzy wraz z nimi grupę języków balijsko-sasacko-sumbawańskich. Dzieli się na pięć głównych dialektów, nie zawsze wzajemnie zrozumiałych:
- kuto-kute (północny)
- ngeto-ngete (północno-wschodni)
- meno-mene (centralny)
- ngeno-ngene (centralno-zachodni, centralno-wschodni)
- mriak-mriku (centralno-południowy)

Do zapisu tego języka stosuje się pismo balijskie i alfabet łaciński.